# Emirates Stadium
O Emirates Stadium é um estádio de futebol localizado em Londres. É a atual casa do Arsenal, clube da Premier League inglesa.

## História

### Contexto
A segurança dos espectadores nos estádios de futebol foi uma das principais preocupações durante a década de 1980, na sequência de incidentes de hooliganismo e de desastres como o Incêndio do Valley Parade do Bradford City, a Tragédia de Heysel e o Desastre de Hillsborough em 1989. O Relatório Taylor sobre a tragédia de Hillsborough foi concluído em janeiro de 1990 e recomendava a supressão das bancadas (áreas para se ficar de pé) em favor de lugares sentados.
Ao abrigo da Lei dos Espectadores de Futebol alterada de 1989, tornou-se obrigatório que os clubes ingleses do primeiro e segundo escalão tivessem os seus estádios com todos os lugares com assentos a tempo da temporada 1994-95. O Arsenal, tal como muitos outros clubes, teve dificuldade em aumentar receitas para as áreas convertidas em reformas nos estádios. No final da temporada 1990-91, o clube introduziu um esquema de obrigações que oferecia aos torcedores o direito de comprar um bilhete de temporada no setor North Bank renovado, no Highbury.  A direção considerou que esta era a única opção viável, depois de ter considerado outras propostas; não queria comprometer as tradições nem as transferências do treinador George Graham. Com um preço entre £1.000 e £1.500, a obrigação de 150 anos foi criticada pelos torcedores, que argumentaram que poderia impedir a participação dos menos abastados nas partidas do Arsenal.  Uma campanha dirigida pela Associação Independente de Torcedores do Arsenal teve um êxito relativo, uma vez que apenas um terço das obrigações foi vendido.
A North Bank foi a última arquibancada a ser reformada. Ela foi inaugurada em agosto de 1993 a um custo de £20 milhões. A reforma reduziu significativamente a capacidade do estádio, de 57.000 no início da década para menos de 40.000. Os altos preços dos ingressos para pagar as dívidas existentes do clube e os baixos números de público forçaram o Arsenal a explorar a possibilidade de construir um estádio maior em 1997. O clube queria atrair uma base de torcedores cada vez maior e competir financeiramente com os maiores clubes da Inglaterra. Em comparação, o Manchester United teve um aumento nas receitas de bilheteria; o clube passou de £43,9 milhões em 1994 para £87,9 milhões em 1997 devido à expansão do Old Trafford.

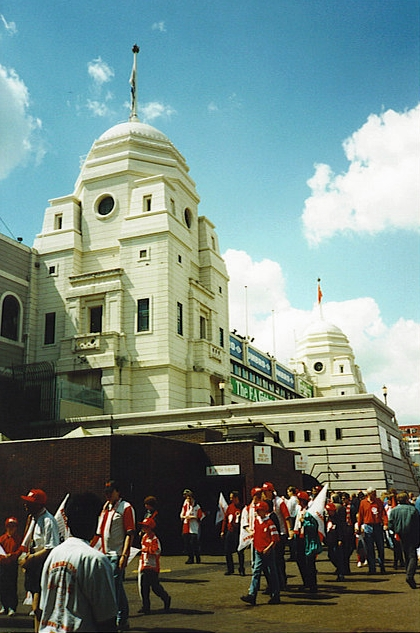
O Estádio de Wembley foi um dos locais para onde o Arsenal ponderou se mudar.

A proposta inicial do Arsenal de reconstruir o Highbury foi recebida com desaprovação pelos moradores locais, pois exigia a demolição de 25 casas vizinhas. Posteriormente, tornou-se problemática quando a arquibancada leste do estádio foi classificada como Edifício classificado em julho de 1997. Após muitas consultas, o clube abandonou seu plano, decidindo que uma capacidade de 48.000 pessoas não era suficiente. O Arsenal então investigou a possibilidade de se mudar para o Estádio de Wembley (1923) e, em março de 1998, fez uma oferta oficial para comprar o estádio. A Football Association (FA) e o English National Stadium Trust se opuseram à oferta do Arsenal, alegando que ela prejudicava a candidatura da Inglaterra à sede da Copa do Mundo FIFA de 2006, o que foi negado pela própria FIFA. Em abril de 1998, o Arsenal retirou sua oferta e Wembley foi comprado pelo English National Stadium Trust. No entanto, o clube recebeu permissão para sediar seus jogos em casa pela Liga dos Campeões da UEFA em Wembley nas temporadas de 1998–99 e 1999–2000. Embora a participação do Arsenal na competição tenha sido breve, saindo duas vezes da fase de grupos, o clube bateu seu recorde de público em casa (73.707 contra o Lens) e obteve um recorde de renda na temporada de 1998-99, evidenciando a lucratividade em potencial.

### Seleção do local e propostas de desenvolvimento
Em novembro de 1999, o Arsenal analisou a viabilidade de construir um novo estádio em Ashburton Grove. Anthony Spencer, agente imobiliário e consultor imobiliário do clube, recomendou a zona ao diretor Danny Fiszman e ao vice-presidente David Dein, depois de ter vasculhado o norte de Londres em busca de áreas potenciais. O terreno, a 450 metros do Highbury, era ocupado por uma fábrica de processamento de lixo e uma zona industrial, 80% propriedade, em níveis variáveis, do Islington Council, da Railtrack e da Sainsbury's. Depois de passar o primeiro marco significativo no comitê de planejamento do Islington Council, o Arsenal apresentou um pedido de planejamento para a construção de um novo estádio com 60 000 lugares sentados em novembro de 2000, que incluía um projeto de remodelação em Drayton Park, convertendo o terreno existente em Highbury em apartamentos e construindo uma nova estação de tratamento de resíduos em Lough Road. Como parte do projeto, o Arsenal pretendia criar 1.800 novos postos de trabalho para a comunidade e 2.300 novas habitações. Foram incluídas melhorias em três estações de trem, Holloway Road, Drayton Park e Finsbury Park, para fazer face ao aumento da capacidade exigida pelas multidões nos dias de jogo.

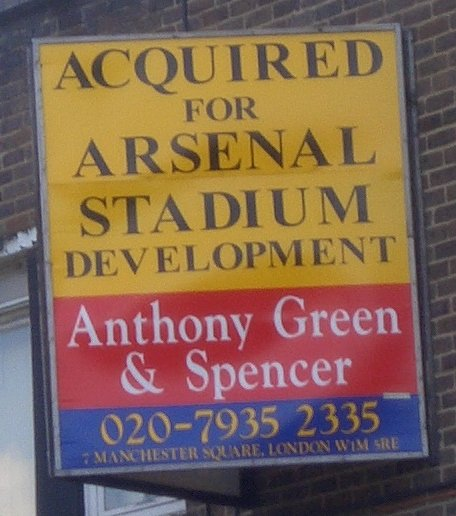
Um quadro que mostra a aquisição do terreno de Ashburton Grove para a construção do estádio

A Islington Stadium Communities Alliance (ISCA) - uma aliança de 16 grupos que representam os residentes e as empresas locais - foi criada em janeiro de 2000 como um organismo contra a remodelação. Alison Carmichael, uma porta-voz do grupo, disse o seguinte sobre a mudança: "Pode parecer que o Arsenal está fazendo grandes coisas pela zona, mas nos seus pormenores o plano é horrível. Culpamos a Câmara Municipal; o clube de futebol só quer expandir-se para ganhar mais dinheiro." Tom Lamb, membro da ISCA, mostrou-se preocupado com a poluição atmosférica e o aumento do tráfego, acrescentando que "essa é uma consequência que a maioria dos torcedores do Arsenal nunca veria, porque só estão em Islington cerca de trinta dias por ano."
Sete meses após a apresentação do pedido de planejamento, uma sondagem revelou que 75% dos inquiridos (2 133 residentes) eram contra o projeto. Em outubro de 2001, o clube afirmou que uma sondagem aos residentes de Islington revelou que 70% eram a favor e recebeu o apoio do então prefeito de Londres, Ken Livingstone. O clube lançou uma campanha de apoio ao projeto no período que antecedeu o Natal e colocou o slogan "Let Arsenal support Islington" em painéis publicitários e no pano de fundo das conferências de imprensa do treinador Arsène Wenger.

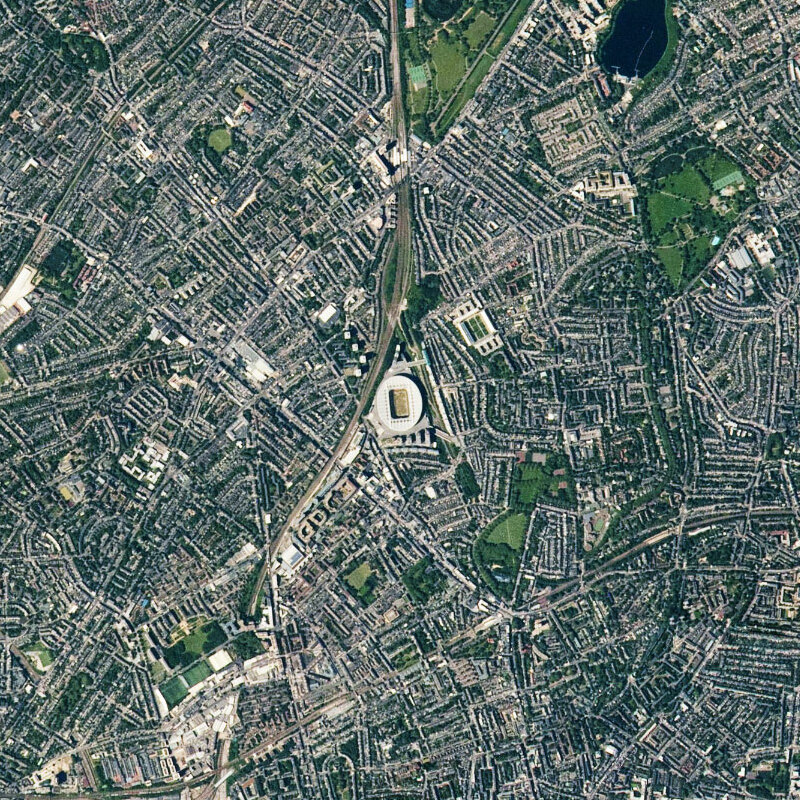
O terreno de Ashburton Grove, no norte de Londres, com o Emirates Stadium concluído. O antigo estádio do Arsenal, Highbury, pode ser visto a nordeste do novo estádio.

O Conselho de Islington aprovou o pedido do Arsenal em 10 de dezembro de 2001, votando a favor do desenvolvimento de Ashburton Grove. O conselho também consentiu na transferência da fábrica de reciclagem de resíduos existente em Ashburton Grove para Lough Road. Livingstone aprovou os planos um mês mais tarde, e foi então apresentado ao então secretário de estado dos transportes Stephen Byers, que inicialmente adiou a tomada de uma decisão final. Byers ponderou a possibilidade de submeter o projeto a um inquérito público, mas acabou decidindo não o fazer. A autorização da execução do projeto foi concedida pelo Conselho de Islington em maio de 2002, mas os residentes locais e a ISCA lançaram uma contestação tardia no Supremo Tribunal, argumentando que os planos eram contrários à lei. Duncan Ouseley rejeitou o caso em julho de 2002, abrindo caminho para que o Arsenal começasse a trabalhar.
Em janeiro de 2005, o clube foi bem sucedido numa nova ação judicial interposta por pequenas empresas, tendo o Supremo Tribunal confirmado a decisão do então vice-Primeiro-Ministro John Prescott de conceder uma ordem de compra obrigatória para apoiar o projeto. Mais tarde, o estádio foi tema das eleições locais de maio de 2006. A Polícia Metropolitana restringiu o estacionamento dos ônibus dos torcedores no Sobel Sports Centre, nas proximidades, em vez de no parque de estacionamento subterrâneo do estádio, e restringiu o acesso a 14 ruas nos dias de jogo. Estas restrições policiais eram condições do certificado de saúde e segurança do estádio, que este exige para funcionar e abrir. O encerramento das estradas foi aprovado numa reunião do conselho em julho de 2005.

### Financiamento e atribuição de nomes
A obtenção de financiamento para o projeto do estádio se revelou um desafio, uma vez que o Arsenal não recebeu qualquer subsídio público do governo. Enquanto Wenger afirmava que os clubes franceses "não pagam nada pelo seu estádio, nem pela sua manutenção" e que "o Bayern München pagou um euro pelo seu estádio", o Arsenal foi obrigado a comprar o terreno numa das zonas mais caras de Londres, pelo que o clube procurou outras formas de gerar receitas, como a obtenção de lucros com a transação de jogadores. O Arsenal recuperou mais de £50 milhões com as transferências de Nicolas Anelka para o Real Madrid e de Marc Overmars e Emmanuel Petit para o Barcelona. A transferência de Anelka financiou parcialmente o novo centro de treinamentos do clube, em London Colney, inaugurado em outubro de 1999.

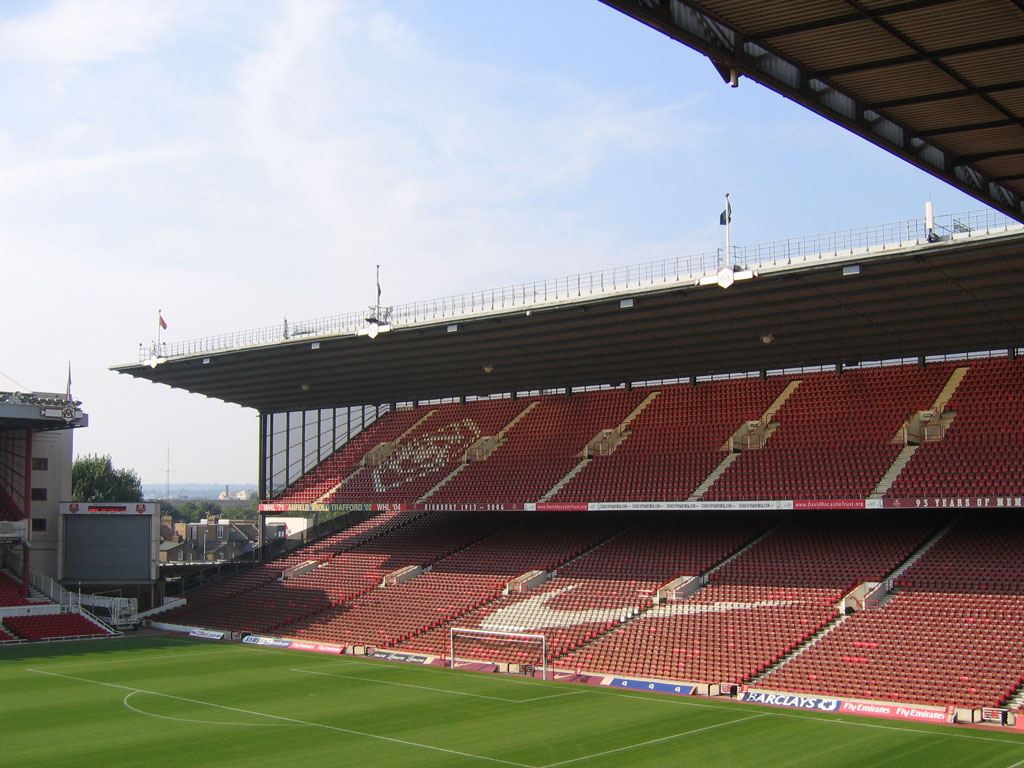
O Arsenal organizou outro programa de obrigações para gerar fundos para o novo estádio e a remodelação de Highbury.

O clube também celebrou novos acordos de patrocínio. Em setembro de 2000, o Granada Media Group adquiriu uma participação de 5% no Arsenal por £47 milhões. Como parte da aquisição, o Granada tornou-se o principal agente midiático do Arsenal, gerindo os acordos de publicidade, patrocínio, merchandising, publicação e licenciamento. O diretor-geral do clube, Keith Edelman, confirmou numa declaração que o investimento seria utilizado diretamente para financiar o novo estádio. O colapso da ITV Digital (parcialmente detida pela Granada) em abril de 2002 coincidiu com a notícia de que a empresa foi obrigada a pagar £30 milhões assim que os preparativos para o novo estádio estivessem concluídos.
Em setembro de 2002, o Arsenal formulou planos para reduzir a massa salarial dos seus jogadores, depois de ter registado um prejuízo antes de impostos de £22,3 milhões no exercício financeiro de 2001-2002. O clube nomeou a empresa N M Rothschild & Sons para examinar a sua situação financeira e aconselhar se era viável avançar com a construção no final de março de 2003. Apesar de o Arsenal ter conseguido um empréstimo de £260 milhões junto de um grupo de bancos liderado pelo Royal Bank of Scotland, o clube suspendeu as obras em Ashburton Grove em abril de 2003, afirmando: "Nos últimos meses, registramos uma série de atrasos nos preparativos para o projeto do nosso novo estádio, devido a uma série de questões. O impacto destes atrasos é o fato de não podermos agora inaugurar o estádio no início da temporada 2005-06." O custo da construção do estádio, previsto em £400 milhões, aumentou £100 milhões durante esse período.
Ao longo do verão de 2003, o Arsenal deu aos torcedores a oportunidade de registarem o seu interesse num esquema de obrigações relançado. O clube planejava emitir 3.000 obrigações por um valor entre £3.500 e £5.000 cada, para um bilhete da temporada em Highbury, depois em Ashburton Grove. Os torcedores reagiram negativamente à notícia; o presidente da AISA, Steven Powell, disse num comunicado: O presidente da AISA, Steven Powell, declarou: "Estamos desapontados pelo fato de o clube não ter consultado os torcedores antes de anunciar um novo esquema de obrigações." Embora o Arsenal nunca tenha declarado quantas obrigações foram vendidas, conseguiu angariar vários milhões de libras através do esquema. O clube também prolongou o seu contrato com o fornecedor de vestuário desportivo Nike, num negócio no valor de £55 milhões ao longo de sete anos. A Nike pagou um mínimo de £1 milhão por ano como pagamento de royalties, dependente das vendas.
O financiamento do estádio foi assegurado em fevereiro de 2004. No final do ano, a Emirates comprou os naming rights do estádio, num acordo de 15 anos avaliado em £100 milhões, que incluía também um patrocínio das camisas por 7 anos, com início na temporada 2006-07. A Emirates e o Arsenal chegaram a acordo sobre um novo contrato no valor de 150 milhões em novembro de 2012, tendo o patrocínio das camisas sido alargado para cinco anos e os naming rights para 2028; foi anunciada uma nova extensão dos direitos de patrocínio das camisas em agosto de 2023, que também se estende até 2028.
O nome do estádio é coloquialmente abreviado de "Emirates Stadium" para "The Emirates", embora alguns torcedores continuem utilizando o antigo nome "Ashburton Grove" ou "The Grove" para se referirem ao estádio, em especial os que se opõem ao conceito de patrocínio empresarial dos nomes dos estádios. Devido aos regulamentos da UEFA sobre os patrocinadores dos estádios, o campo é referido como Arsenal Stadium nos jogos europeus, que era também o nome oficial de Highbury.

### Construção e inauguração
A construção efetiva do estádio começou assim que o Arsenal conseguiu o financiamento. O clube nomeou Sir Robert McAlpine, em janeiro de 2002, para realizar os trabalhos de construção e o estádio foi concebido por Populous, que foi o arquiteto do Stadium Australia (sede dos Jogos Olímpicos de Verão de 2000 e do clube South Sydney Rabbitohs da NRL) e da remodelação do Ascot Racecourse. Os consultores de construção Arcadis e a empresa de engenharia Buro Happold também estiveram envolvidos no processo.

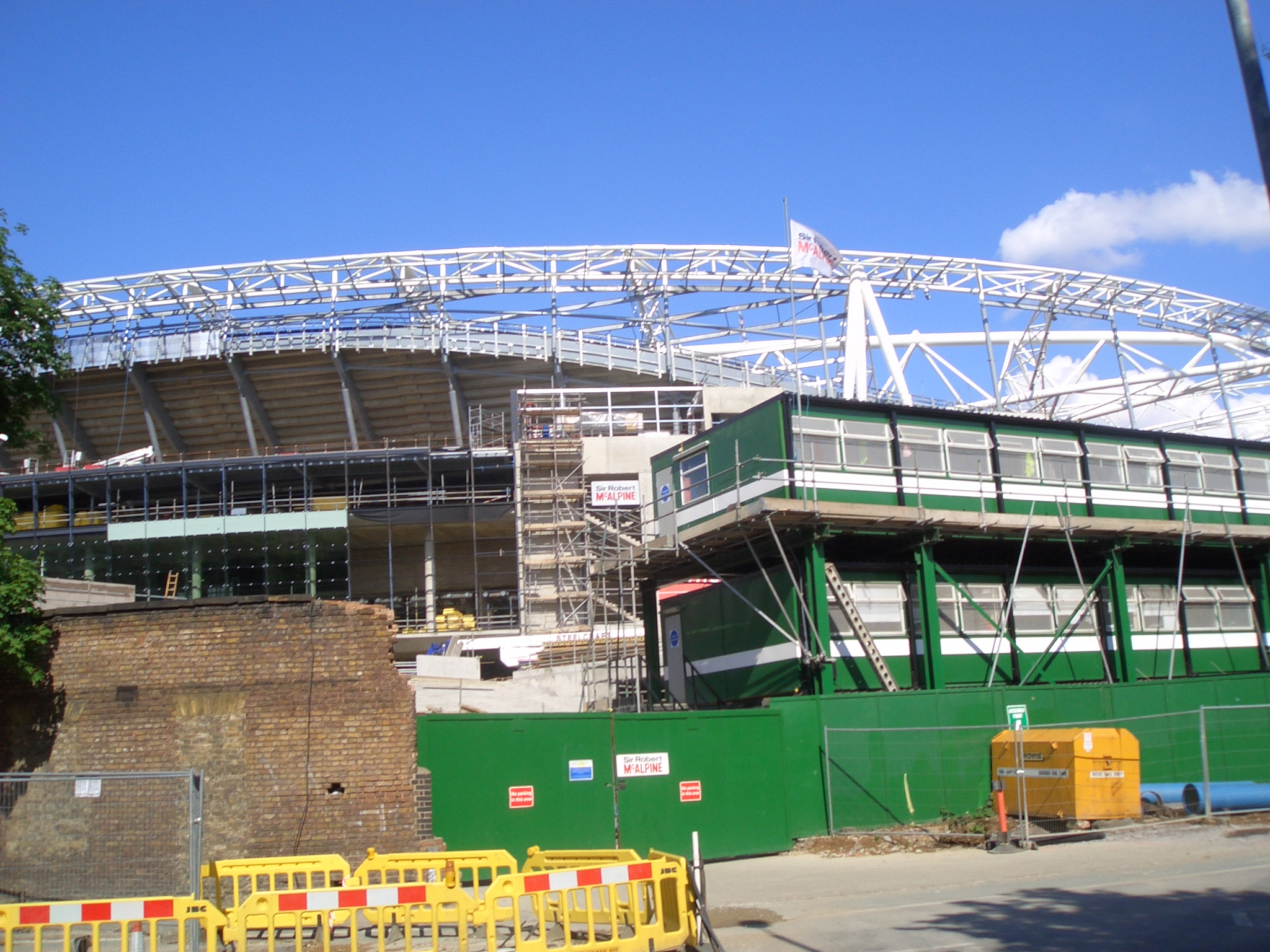
O Emirates Stadium em construção em maio de 2005

A primeira fase de demolição foi concluída em março de 2004 e, dois meses mais tarde, foi concluída a colocação de estacas no setor Oeste, Leste e Norte. Foram também construídas duas pontes sobre a Northern City Line, ligando o estádio a Drayton Park, que ficaram concluídas em agosto de 2004. O primeiro lugar no novo estádio foi cerimonialmente instalado em 13 de março de 2006 pelo meio-campo do Arsenal Abou Diaby. A GrassMaster foi selecionada como instaladora do gramado e a Hewitt Sportsturf foi contratada para conceber e construir o campo de jogos. Os projetores foram testados com sucesso pela primeira vez em 25 de junho de 2006 e, um dia depois, as traves foram erguidas.
A fim de obter as licenças necessárias para a abertura, o Emirates Stadium acolheu três eventos que não atingiram a capacidade máxima. O primeiro evento foi um dia aberto aos acionistas, em 18 de julho de 2006, e o segundo foi uma sessão de treino aberta a 20.000 sócios selecionados, realizada dois dias depois. O terceiro evento foi o jogo de homenagem a Dennis Bergkamp contra o Ajax, em 22 de julho de 2006. O Emirates Stadium foi oficialmente inaugurado pelo Príncipe Filipe, Duque de Edimburgo, em 26 de outubro de 2006; a sua mulher, a Rainha Isabel II, tinha sofrido uma lesão nas costas e não pôde cumprir o seu dever. O Príncipe Filipe gracejou para a multidão: "Bem, podem não ter a minha mulher, mas têm a segunda pessoa mais experiente do mundo a descerrar placas." A visita real fez eco da presença do tio da Rainha, o Príncipe de Gales (mais tarde Rei Eduardo VIII), na inauguração oficial do West Stand do Highbury, em 1932. Como resultado da mudança de planos, a Rainha deu ao clube a honra de convidar o presidente, o treinador e a equipe principal a se juntarem a ela para um chá da tarde no Palácio de Buckingham. Realizado em 15 de fevereiro de 2007, o compromisso marcou a primeira vez que um clube de futebol foi convidado para um evento deste tipo no palácio.

### Arsenalização

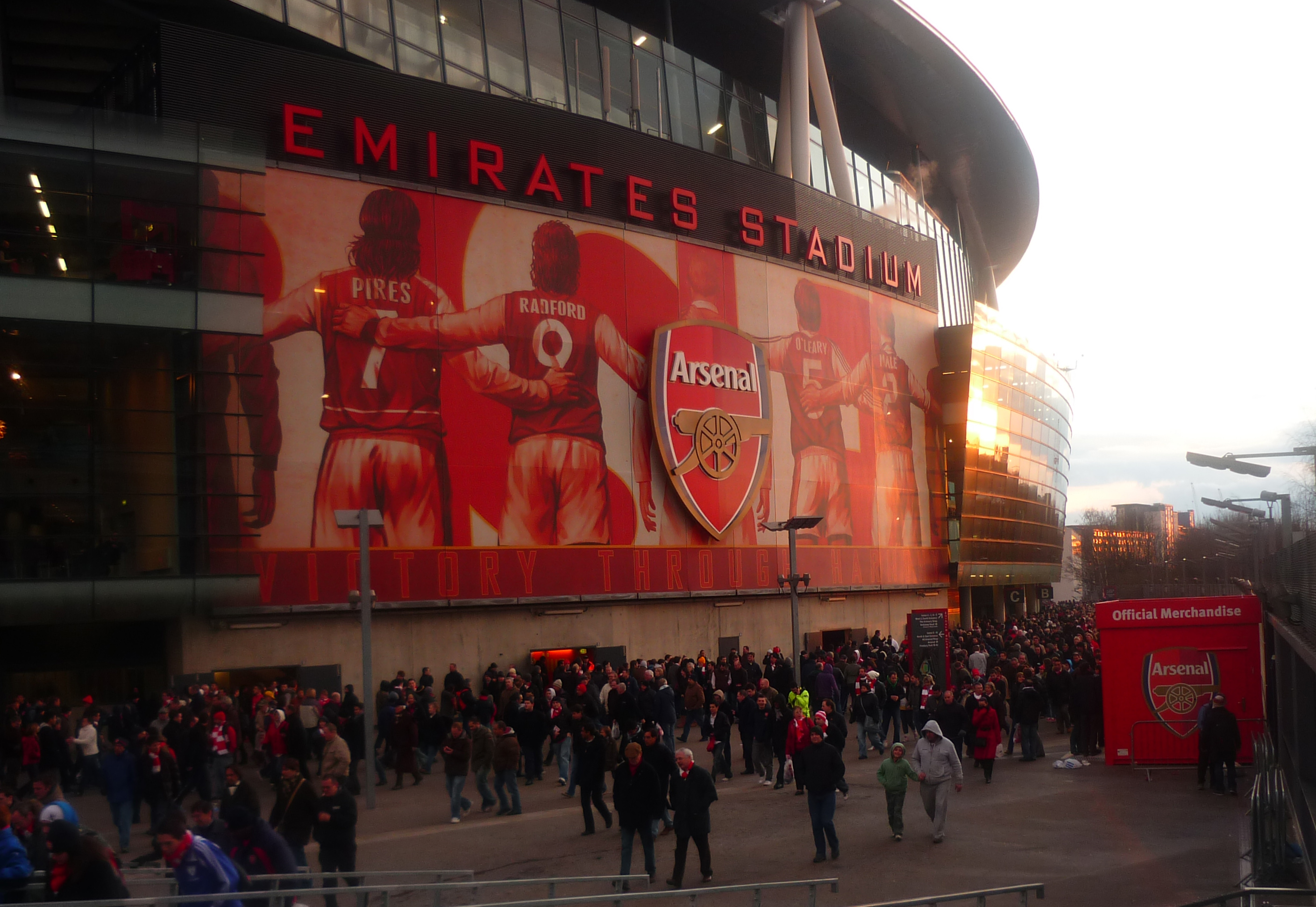
Um dos murais instalados no estádio na sequência do projeto de arsenalização

Em agosto de 2009, o Arsenal iniciou um programa de "arsenalização" do Emirates Stadium, depois de ouvir as reações dos torcedores num fórum. A intenção era transformar o estádio num "reduto visível de tudo o que é Arsenal, através de uma variedade de meios artísticos e criativos", liderado pelo diretor executivo do Arsenal, Ivan Gazidis.
Entre as primeiras alterações se contam a instalação de cadeiras brancas com o padrão do canhão que é a imagem de marca do clube, situadas nos setores do piso inferior, em frente ao túnel de entrada. "The Spirit of Highbury", um santuário que representa todos os jogadores que passaram pelo Arsenal ao longo dos seus 93 anos de existência, foi erigido em finais de 2009 no exterior do estádio, na extremidade sul. Foram instalados oito murais de grandes dimensões no exterior do estádio, cada um representando quatro lendas do Arsenal de braços dados, de modo a que o efeito do desenho final seja o de 32 lendas num abraço que envolve o estádio:
| Ian Wright       | George Armstrong | David Jack     | Martin Keown   |
| Cliff Bastin     | Tony Adams       | Liam Brady     | Thierry Henry  |
| David Seaman     | Ted Drake        | David Rocastle | Alex James     |
| Patrick Vieira   | Reg Lewis        | Lee Dixon      | Joe Mercer     |
| Dennis Bergkamp  | Bob Wilson       | Eddie Hapgood  | Charlie George |
| Nigel Winterburn | David Danskin    | Kenny Sansom   | Jack Kelsey    |
| Robert Pires     | John Radford     | David O'Leary  | George Male    |
| Ray Parlour      | Frank McLintock  | Steve Bould    | Pat Rice       |

Antes do início da temporada de 2010-11, o Arsenal mudou o nome dos quadrantes coloridos do estádio para East Stand, West Stand, North Bank e Clock End. À semelhança do que aconteceu em Highbury, foi instalado um relógio por cima do recém-renomeado Clock End, que foi inaugurado num jogo do campeonato contra o Blackpool. Em abril de 2011, o Arsenal mudou o nome de duas pontes perto do estádio em honra dos diretores do clube, Ken Friar e Danny Fiszman. Como parte das celebrações do 125º aniversário do clube, em dezembro de 2011, o Arsenal inaugurou três estátuas do antigo capitão Tony Adams, do recordista de golos Thierry Henry e do treinador Herbert Chapman no exterior do estádio. Antes do jogo do Arsenal contra o Sunderland, em fevereiro de 2014, o clube inaugurou uma estátua do antigo avançado Dennis Bergkamp, no exterior da bancada oeste do Emirates Stadium.
O clube colocou faixas e bandeiras, muitas vezes concebidas pelo grupo de torcedores REDaction, à volta do campo. Uma grande bandeira com a inscrição "49", que representa o recorde de 49 jogos invictos no campeonato, é passada pela bancada inferior antes do pontapé de saída.

## Estrutura e instalações
Descrito como "belo" e "intimidante" pelo arquiteto Christopher Lee, da Populous, o Emirates Stadium é uma taça de quatro níveis com uma cobertura de policarbonato translúcido sobre a arquibancada, mas não sobre o gramado. A parte inferior é revestida com painéis metálicos e a cobertura é suportada por quatro treliças triangulares, feitas de aço tubular soldado. Duas treliças têm um vão de 200 metros na direção norte-sul, enquanto outras duas têm um vão na direção este-oeste. As treliças são suportadas pelos núcleos verticais de betão do estádio, oito dos quais ligados a elas por tripés de aço. As fachadas são envidraçadas ou entrelaçadas entre os núcleos, o que permite aos visitantes no pódio verem o interior do estádio. A construção em vidro e aço foi concebida pela Populous para dar a impressão de que o estádio brilha à luz do sol e brilha à noite.
As partes superior e inferior do estádio dispõem de lugares sentados normais. O estádio tem dois níveis abaixo do solo que albergam as instalações de apoio, como as cozinhas comerciais, os vestiários e as áreas de imprensa e de formação. O nível intermédio principal, conhecido como "Nível do Clube", tem um preço superior e inclui também o camarote do diretor. Existem 7.139 lugares neste nível, que são vendidos com base em licenças com duração de um a quatro anos. Imediatamente acima do nível do clube, existe um pequeno círculo composto por 150 camarotes de 10, 12 e 15 lugares. O número total de espectadores a este nível é de 2.222. A elevada procura de bilhetes, bem como a relativa riqueza dos seus torcedores londrinos, significa que as receitas provenientes dos lugares premium e dos camarotes das empresas são quase tão elevadas como as receitas de todo o estádio de Highbury.
O nível superior é contornado de forma a deixar espaço aberto nos cantos do campo e o telhado é significativamente inclinado para dentro. Ambas as características se destinam a proporcionar o maior fluxo de ar e de luz solar possível para o campo. Os torcedores que se encontram no nível superior de um dos lados do campo não conseguem ver os torcedore que se encontram no nível superior do lado oposto. No âmbito de um acordo com a Sony, o estádio foi o primeiro no mundo a incorporar a transmissão de HDTV. Nos cantos noroeste e sudeste do estádio existem dois ecrãs gigantes suspensos no telhado.
O campo tem 105 por 68 metros (115 por 74 jardas) e a área total de grama do Emirates é de 113 por 76 metros (124 por 83 jardas). Como no Highbury, o campo corre de norte a sul, com o túnel dos jogadores e os abrigos no lado oeste do campo, por baixo da câmara de televisão principal. A qualidade do gramado e da manutenção do estádio do Arsenal foi reconhecida internacionalmente por organismos como o Institute of Groundsmanship, o que levou os jogadores e torcedores se referissem às vezes ao campo como "The Carpet".
Os torcedores visitantes se encontram no canto sudeste do escalão inferior. A configuração dos torcedores visitantes pode ser expandida de 1.500 lugares para 4.500 lugares atrás da trave sul no nível inferior e podem ser disponibilizados mais 4.500 lugares também no nível superior, elevando o total para 9.000 torcedores (os 15% regulamentares exigidos para as competições das taças nacionais, como a FA Cup e a Copa da Liga Inglesa). No total, a capacidade atual de lugares sentados é de 60.704 lugares, com instalações futuras que poderão permitir uma futura expansão de lugares, dependendo da aprovação de organismos reguladores como o Conselho de Islington.
O estádio dispõe ainda de instalações para torcedores portadores de deficiência, incluindo uma casa de banho para cães-guia, uma sala de estar para torcedores portadores de deficiência, uma casa de banho com mudança de lugar, que inclui um guindaste e um trocador. Em setembro de 2017, o Arsenal inaugurou uma sala sensorial no estádio para os torcedores. Existem 241 lugares acessíveis a cadeiras de rodas no Emirates Stadium.

O Emirates Stadium presta homenagem à antiga casa do Arsenal, Highbury. Os escritórios do clube chamam-se oficialmente Highbury House, situam-se no nordeste do Emirates Stadium e albergam o busto de Herbert Chapman, que residia em Highbury. Três outros bustos que residiam em Highbury, de Claude Ferrier (arquiteto do East Stand do Highbury), Denis Hill-Wood (antigo presidente do Arsenal) e do antigo treinador Arsène Wenger, foram também transferidos para o Emirates Stadium e estão expostos na entrada do Diamond Club. Além disso, o relógio que deu o nome ao antigo Clock End foi recolocado no novo Clock End, que apresenta uma réplica mais recente e maior do relógio. O museu do clube do Arsenal, anteriormente instalado no North Bank Stand, foi inaugurado em outubro de 2006 e situa-se a norte do estádio, no edifício Northern Triangle. Alberga as estátuas de mármore que outrora se encontravam nas salas de mármore de Highbury.